# ケンツメディコ
ケンツメディコ株式会社（KENZMEDICO）は、埼玉県本庄市に本社を置く医療機器メーカーである。
大手医薬品商社スズケンの子会社。世界初のステレオ聴診器「ステレオフォネット」やラパポート聴診器である「マルチスコープ」などを販売する。